# Mildura Grand Tennis International 2013
Il Mildura Grand Tennis International 2013 (Australia F2 Futures 2013) è stato un torneo di tennis giocato sull'erba. È stata la 6ª edizione del torneo del Mildura Grand Tennis International, che fa parte della categoria Futures 15 K nell'ambito dell'ITF Men's Circuit 2013 e della categoria ITF 25 K nell'ambito dell'ITF Women's Circuit 2013. Sia il torneo maschile che quello femminile si sono giocati al Mildura Lawn Tennis Club di Mildura, dal 18 al 24 febbraio 2013.

## Partecipanti ATP

### Teste di serie
| Nazionalità | Giocatore          | Ranking* | Teste di serie |
| ----------- | ------------------ | -------- | -------------- |
| Giappone    | Hiroki Moriya      | 175      | 1              |
| Australia   | Brydan Klein       | 225      | 2              |
| Australia   | Samuel Groth       | 235      | 3              |
| Australia   | John-Patrick Smith | 239      | 4              |
| India       | Sanam Singh        | 300      | 5              |
| Australia   | Luke Saville       | 341      | 6              |
| Italia      | Andrea Arnaboldi   | 358      | 7              |
| Australia   | Alex Bolt          | 366      | 8              |

* Le teste di serie sono basate sul ranking all'11 febbraio 2013

### Altri partecipanti
I seguenti giocatori hanno ricevuto una wild card per il tabellone principale:
- Jacob Grills
- Bradley Mousley
- Marc Polmans
- Daniel Guccione

I seguenti giocatori sono passate dalle qualificazioni:

- Masato Shiga
- Logan Mackenzie
- Matthew Langley
- Omar Jazika
- Daniel Ferretti
- Jay Andrijic
- Daniel Byrnes
- Darren Polkinghorne

## Partecipanti WTA

### Teste di serie
| Nazionalità | Giocatrice      | Ranking* | Teste di serie |
| ----------- | --------------- | -------- | -------------- |
| Sudafrica   | Chanel Simmonds | 178      | 1              |
| Giappone    | Yurika Sema     | 226      | 2              |
| Russia      | Ksenija Lykina  | 275      | 3              |
| Australia   | Bojana Bobusic  | 298      | 4              |
| Giappone    | Misa Eguchi     | 299      | 5              |
| Giappone    | Risa Ozaki      | 307      | 6              |
| Giappone    | Miyabi Inoue    | 348      | 7              |
| Giappone    | Mari Tanaka     | 368      | 8              |

* Le teste di serie sono basate sul ranking all'11 febbraio 2013

### Altre partecipanti
Le seguenti giocatrici hanno ricevuto una wild card per il tabellone principale:
- Olivia Tjandramulia
- Brooke Rischbieth
- Storm Sanders
- Stefani Stojic

Le seguenti giocatrici sono passate dalle qualificazioni:

- Zhaoxuan Yang
- Kaori Onishi
- Ashley Keir
- Alison Bai
- Emi Mutaguchi
- Jing-Jing Lu
- Nicola Slater
- Belinda Woolcock
- Zuzanna Maciejewska (lucky loser)

## Campioni

### Singolare maschile
Samuel Groth ha battuto in finale  James Lemke con il punteggio di 6–1, 6–4.

### Singolare femminile
Ksenija Lykina ha battuto in finale  Azra Hadzic con il punteggio di 7–6(3), 6–3.

### Doppio maschile
Samuel Groth /  John-Patrick Smith hanno battuto in finale  Colin Ebelthite /  Ruan Roelofse con il punteggio di 6–3, 6–4.

### Doppio femminile
Ksenija Lykina /  Yurika Sema hanno battuto in finale  Bojana Bobusic /  Emily Webley-Smith con il punteggio di 6–4, 6–2.